# Richard Voigt
Richard Voigt (Ottewitz, ... – ...; fl. XX secolo) è stato un ciclista su strada tedesco.
Concluse al terzo posto il Deutschland Tour del 1947, il primo riorganizzato dopo la fine della Seconda guerra mondiale, aggiudicandosi due tappe e arrivando a poco più di un minuto dal vincitore Erich Bautz.

## Palmarès
- 1947 (Individuale, due vittorie)

1ª tappa Deutschland Tour (Solingen > Solingen)
4ª tappa Deutschland Tour (Mönchengladbach > Mönchengladbach)